# Неваляшка (фильм)
«Неваляшка» — кинокомедия Романа Качанова. Премьера состоялась 26 апреля 2007 года.

## Сюжет
Комментатор Владислав Банник (Иван Ургант) рассказывает историю молодого боксёра Ивана Жукова (Павел Деревянко), прозванного «Неваляшкой» за невероятную стойкость к ударам — ни одному из противников ни разу не удалось отправить его в нокаут, хотя падать ему доводилось часто. Устав от лёгких побед, Неваляшка желает попасть в тяжёлый вес, но у него никак не получается набрать вес. К тому же он влюбляется в заморскую звезду Кэтрин Джойс (Виктория Кастро), подружку чемпиона мира по боксу в тяжёлом весе Робби Рэйбредбери (Ноэль Андерсон) по прозвищу «Пила». Ради неё Ваня при своих 58,5 килограммах начал выступать на ринге в тяжёлом весе. Проиграв двенадцать боёв подряд, он впал было в отчаяние, забросил большой спорт, начал пить и курить.
Однажды, шляясь пьяным в переулке, он вступает в драку с целым взводом солдат, из которой ему помогает выбраться проходивший мимо «Дед Мороз» Семёныч (Сергей Маковецкий), который приводит Ваню в своё жильё и вылечивает от ран. Вскоре выясняется, что Семёныч — бывший чемпион СССР по боксу, который спился. Семёныч предлагает Ване начать его тренировать и вернуться в лёгкий вес, но Ваня отказывается, говоря, что хочет сражаться в тяжёлом весе. Семёныч злится и называет его «бараном упёртым», но когда Ваня рассказывает про свою любовь к Кэтрин Джойс, Семёныч проникается и начинает Ваню тренировать: заставлять лепить снеговиков и катать детей на санках в костюме северного оленя, чтобы заработать на еду для увеличения веса. Во время одной из тренировок Ваня рассказывает Семёнычу, как он попадал в тяжёлый вес: перед каждым боем он надевал тяжёлые свинцовые трусы. Далее Семёныч через своего друга Виталика (Виталий Качановский) добивается, чтобы Неваляшке разрешили заниматься в боксёрском зале.
Однажды во время прогулки с Семёнычем Ваня знакомится с юной балериной Таней (Елена Николаева) и её отцом и мачехой Линдой Гнездовой. Ваня и Таня начинают встречаться и между ними возникает чувство. Вскоре под руководством Семёныча Ваня отрабатывает мощный «хлёсткий» удар, который может отправить в нокаут любого противника. Через Виталика Семёныч добивается, чтобы Ване разрешили выступить в показательном бое против боксёра-супертяжеловеса Добрыни Улетаева (Андрей Свиридов), в котором Ваня одерживает победу, используя «хлёсткий» удар, и возвращается в большой спорт.
Неваляшка продолжает подниматься и одерживает победу в тринадцати боях, параллельно продолжает развиваться его роман с Таней. В итоге Ваня хочет сделать ей предложение. Он приходит к ней домой и начинает обсуждать с её мачехой (самой Тани в этот момент не было дома) условия свадьбы. Внезапно он замечает фотографию Линды вместе с Кэтрин Джойс. Линда говорит, что знакома с ней, и что может отправить ей письмо, но Ваня понимая, что любит только Таню, просит написать Кэтрин лишь новогоднее поздравительное письмо. Коварная Линда вместо этого отправляет Кэтрин оскорбительное письмо в адрес её любовника Робби Рэйбредбери. В результате жёлтая пресса раздувает скандал, и разозлённый Бредбери выступает по телевидению, заявляя о бое с оскорбителем. Таня уходит от Неваляшки. Затем Робби приезжает в Москву, чтобы сразиться с Неваляшкой. Вскоре Бредбери на встрече с Неваляшкой и Семёнычем предлагает заключить договорной бой, по которому Неваляшка проиграет и получит 1 000 000 долларов, в противном случае Бредбери расскажет всем про свинцовые трусы, которые Неваляшка надевал, чтобы попасть в тяжёлый вес. Неваляшка соглашается, после встречи выясняется, что Семёныч рассказал про трусы, мотивируя тем, что деньги для них важнее. Неваляшка говорит, что после боя их пути разойдутся.
31 декабря начинается бой между Неваляшкой и Бредбери, который проходит очень тяжело. Несмотря на расставание с Неваляшкой, Таня приходит и активно болеет за него. Бредбери наносит Неваляшке тяжёлые раны и несколько раз валит на пол. Во время перерыва Семёныч предлагает забыть про деньги и завалить американца «хлёстким» ударом. В восьмом раунде Неваляшка мощным ударом в голову отправляет Бредбери в нокаут и одерживает победу. Семёныч покидает зал, сквозь радостную толпу Иван кричит ему вслед «Спасибо». Далее к Ване подходит Кэтрин Джойс и предлагает себя Ване, но тот говорит ей, что любит другую. Однако Таня сообщает Ване, что она уезжает в Японию, так как не смирилась с историей про любовное письмо. Спустя некоторое время Таня в Японии получает приглашение на бой сумо, где одним из бойцов оказывается Неваляшка.

## В ролях
| Актёр               | Роль                                   |
| ------------------- | -------------------------------------- |
| Павел Деревянко     | Иван Жуков («Неваляшка»)               |
| Сергей Маковецкий   | Семёныч (Кирилл Семёнович Растегаев)   |
| Елена Николаева     | Татьяна                                |
| Алексей Панин       | «Леопольд Гнедой» боксёр-поэт          |
| Артемий Троицкий    | Валентин Георгиевич отец Татьяны       |
| Иван Ургант         | Владислав Банников комментатор         |
| Виктория Кастро     | Кэтрин Джойс                           |
| Линда Нигматулина   | Линда Гнездова мачеха Тани             |
| Андрей Свиридов     | Добрыня Никитич Улетаев                |
| Диана Шпак          | дочь                                   |
| Александр Половцев  | папа                                   |
| Юлия Соболевская    | мама                                   |
| Евгений Пилипенко   | друг                                   |
| Александр Ильин     | Дед Мороз                              |
| Виталий Качановский | Виталик (камео)                        |
| Андрей Васильев     | промоутер Феоктист Петрович («Людоед») |
| Ноэль Андерсон      | Робби Рэйбредбери                      |
| Олег Кассин         | однорукий офицер                       |
| Александр Васюшкин  | рефери на ринге                        |

## Съёмки
- Изначально режиссёрами фильма были последовательно Ульяна Шилкина и Григорий Константинопольский, но они были уволены продюсером Виктором Глуховым с формулировкой «профнепригодность».[источник не указан 3945 дней]
- Актриса Елена Николаева, играющая в фильме балерину, действительно является артисткой балета.

## Критика
Лидия Маслова, «Коммерсантъ»:

Вопросом, зачем перегружать фильм <…> ненужными подробностями из жизни второстепенных персонажей, адепт безотходного производства Роман Качанов не задаётся: всё, что пришло в голову и показалось мало-мальски забавным, сваливается в сценарий и там, само собою, под минимальным присмотром режиссёра, весело перемешивается в ароматный компост. Чтобы создать приблизительную видимость какой-то логики и структуры, «Неваляшка» разделён на главы по аналогии с боксёрским матчем, где в антрактах между раундами болельщика развлекают красавицы с номерами, — здесь они как бы обозначают начало следующего отрезка повествования. В «Неваляшке» выходящие на ринг девушки в купальниках с каждым раундом всё больше отдаляются от традиционных представлений о прекрасном, а сам фильм — от понятий о добре и зле.

Игорь Веселов, Time Out:

Режиссёр Роман Качанов («Даун Хаус», «ДМБ») — убедительный символ русского кино 1990-х. Но девяностые пролетели, как дурной сон, а у Качанова в голове — всё то же самое. Сбивчивый сюжет перемешан клиповыми интерлюдиями, а спецэффектные аттракционы вроде буллеттайма с облётом застывшего мгновения занимают столько экранного времени, что кажется, будто Качанову в первый и последний раз в жизни довелось поиграть с такой техникой. Но самое страшное — это своеобразное качановское представление о смешном: актёры с невозмутимым видом и размеренной интонацией гонят всякую "пургу".

Александр Иванов, «Волгоградник»:

В основу «Неваляшки», судя по всему, легло желание создателей заглумить по-чёрному фильмы про боксёров, которые готовятся-готовятся, а потом как дадут сопернику в глаз — и наступает счастье. Основных объектов стебатни было несколько: наш «Бой с тенью» и забугорные «Рокки», «Большой куш» и слегка «Криминальное чтиво». <…> «Неваляшка» — комедия, какой она должна быть: смешная, с отличным, не скабрёзным юмором, без перегибания палки и всякой «аншлаговости». Поклонникам «ДМБ» и «Даун Хауса» смотреть в обязательном порядке.

Алекс Экслер, Exler.ru:

Есть ли минусы? Да, есть. В отсутствие Охлобыстина (ну или ещё из-за каких-то причин) Качанов с Константинопольским слегка потеряли былую лёгкость. Ещё не совсем, не до полного крушения всех надежд, но традиционный стёб стал слегка провисать и временами выглядит несколько натужно. То есть видно, что хотели как лучше, а получилось слегка хуже, чем всегда. <…> …понравится [фильм] небольшому числу зрителей — тем самым романтично-настроенным циникам, которые ценят тонкий юмор маститых стебунов Качанова и Константинопольского, и которые раз в пару лет пересматривают «Даун Хаус» и «ДМБ».

## «Неваляшка 2»
В 2011 году студия «Слово Новый Век» создала продолжение фильма, режиссёром вместо Качанова стал Анарио Мамедов. Премьера сиквела состоялась 15 декабря 2013 года на кинофестивале «Улыбнись, Россия!», в федеральном телеэфире фильм был впервые показан 2 ноября 2014 года на канале «Россия-2».